# Holka nebo kluk?
Holka nebo kluk? je česká filmová komedie režiséra Vladimíra Slavínského z roku 1938.

## Tvůrci
- Námět: Vladimír Slavínský
- Scénář: Vladimír Slavínský
- Hudba: Josef Stelibský
- Zvuk: Josef Zora
- Kamera: Jan Roth
- Výtvarník: Štěpán Kopecký
- Střih: Gina Hašler, Antonín Zelenka
- Režie: Vladimír Slavínský
- Ateliéry: Barrandov
- Exteriéry: Zámek Hubertus, Jíloviště
- Vyrobil: Slavia
- Další údaje: černobílý, 101 min., komedie